# Lingua jukaghira meridionale
Lo jukaghiro meridionale (in jukaghiro Вадун арyy, wadun aruu) o del basso Kolyma, è una lingua jukaghira parlata in Siberia, lungo il basso corso del fiume Kolyma, nell'Oblast' di Magadan

## Pericolo di scomparsa
Sia lo jukaghiro meridionale che quello settentrionale avrebbero un numero di parlanti che si aggira intorno alle 740 persone; altre fonti stimano il totale dei locutori di lingue julaghire attorno alle 200 persone (ma potrebbero essere addirittura di meno). Come moltissime lingue minoritarie, ad esempio le lingue salish, parlate tra Stati Uniti e Canada, anche le lingue julaghire soffrono del processo di deriva linguistica verso il russo e verso lo jacuto, per cui i giovani parlano uno di questi idiomi a scapito di quelli tradizionali.

## Sistema di scrittura
Lo jukaghiro del basso Kolyma è scritto con una variante dell'alfabeto cirillico.